# نفيسة البيضاء
نفيسة قادن بنت عبد الله البيضاء (أم المماليك) ولدت عام 1743م، كانت من أغنى أغنياء مصر. هي جارية شركسية اشتهرت باسم نفيسة البيضاء، وأطلق عليها آخرون اسم نفيسة المرادية، نسبةً إلى زوجها الثاني مراد بك. وبعده تزوجت من إسماعيل بك أمين احتساب المحروسة ولم تعمر معه الكثير قبل أن يتوفى مقتولا بعد أن وهبها كل ما يملك وتزوجت من بعده الأمير ذو الفقار أمير لواء الجيش والذى توفى في صراع مع بعض المماليك البحرية.
كانت نفيسة جارية شركسية جُلِبَت إلى مصر في عهد المماليك بالقرن الثامن عشر، لم يعتقها سيدها الأول على بك الكبير وإنما تزوجها، وبعد وفاته تزوجها مراد بك وبعده تزوجت من إسماعيل بك أمين احتساب المحروسة، ولم تعمر معه كثيرًا قبل أن يتوفى مقتولًا بعد أن وهبها كل ما يملك وتزوجت من بعده الأمير ذو الفقار أمير لواء الجيش، الذي توفى في صراع مع بعض المماليك البحرية، وعاشت حتى الحملة الفرنسية ومحمد علي وهي الفترة التي سلبت فيها كل ممتلكاتها.
ويذكر التاريخ أن كل أزواج نفيسة البيضاء ماتوا مقتولين، في البداية كانت مجرد أمَة حين جُلِبَت إلى مصر، لا يعرف أحدٌ محل ميلادها - فمن قائل إنها من الأناضول، أو بلاد القرم أو حدود القوقاز- وقيل إنها كانت بيضاء البشرة وأجمل نساء عصرها على الإطلاق، وتوفيت عام 1816.

## شهرتها
كان لهذه السيدة مكان الاحترام والتقدير عند العلماء والأمراء، وعند الشعب أيضاً، إذ كانت نبيلة وكريمة وموهوبة وذكية، حتى ذكر كاتبٌ معاصر لها «أنها كانت تعرف كتابات شعراء العربية كما لو كانت العربية لغتها الأصلية برغم أنها لم تتعلمها إلا في وقت متأخر من حياتها»، وربما كانت تعرف الفرنسية إلى جانب قدرتها على القراءة والكتابة بالتركية والعربية
ويتعين القول إن نفيسة تمتعت باستقلالية في إدارة تجارتها وثروتها، ولعبت أيضاً دور السند والمستشار لزوجها مراد بك في الشأن العام، وحاولت في أكثر من مناسبة الحد من آثار المظالم التي ارتكبها زوجها بحق المصريين، إذ يحكي عبد الرحمن الجبرتي ("عجائب الآثار في التراجم والأخبار"، الجزء الثاني) أن مراد بك «أخذ الشيء من غير حقه وأعطاه لغير مستحقه»
كانت نفيسة تعارض زوجها مراد بك وهو مطلق السلطان على مصر، في مصادرة أموال التجار الأوروبيين وإرهاقهم بالضرائب والغرامات. وكانت هذه التصرفات من أسباب أو ذرائع الحملة الفرنسية على مصر.

## سبيل ماء للفقراء

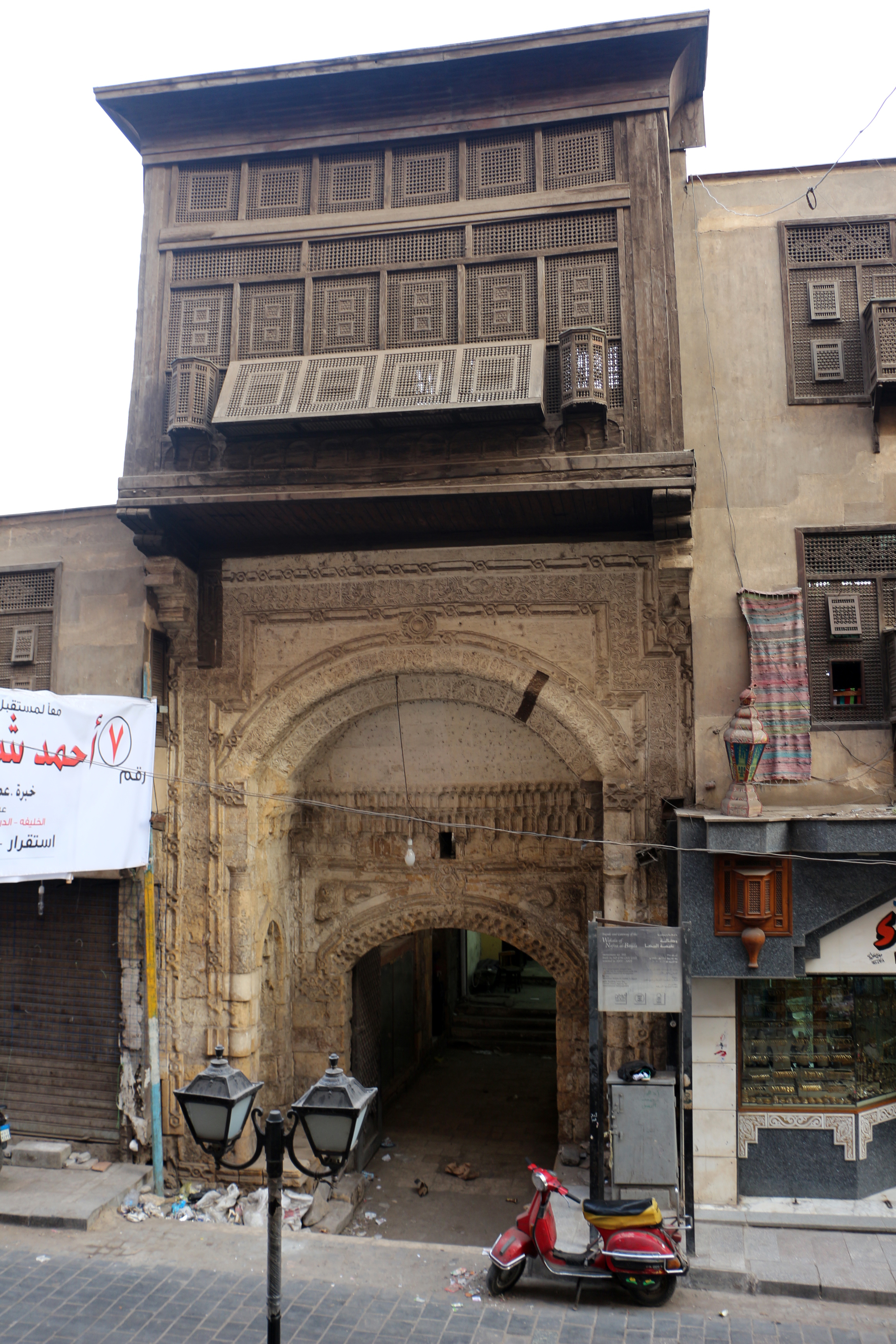
وكالة نفيسة البيضاء